# Propadajuće države
Propadajuće države ili države u raspadu (eng. failed state) su države koje ne ispunjavaju svoje osnovne funkcije. 
Pojam se koristi od početka 1990-ih godina.
Vlast države u raspadu nema kontrolu nad teritorijem države i nije u mogućnosti pružiti osnovne potrebe svojih građana. Ne postoji središnja vlast. 
Takva situacija nastaje kao rezultat političkog, gospodarskog i društvenog razvoja. Propadajuće države nose niz rizika koji su povezani s poteškoćama svoga stanovništva, a kroz valove izbjeglica kriza se može proširiti na druge regije i prerasti u globalni sigurnosni rizik.
Međunarodne organizacije nastoje riješiti posebne potrebe tih zemalja programima humanitarne pomoći ili suradnje u razvoju.
Glavne propadajuće države su Južni Sudan, Somalija, Afganistan, Kongo, Srednjoafrička Republika, Sirija i Jemen.

## Uzroci

### Kolonijalne baštine
Kolonijalna proslost u mnogim je zemljama uništila tradicionalne društvene strukture.

### Kraj hladnoga rata
Međunarodni odnosi 1990-ih su pokrenula su raspad ideoloških, ekonomskih i političkih sustava koji su bila sučeljavanje tijekom hladnog rata.

### Socijalni faktori
- Demografski pritisak
- Masovna kretanja izbjeglica dovodi do humanitarne krize
- Mržnja između skupina ljudi

### Privredni faktori
- Nejednak gospodarski razvoj različitih skupina

### Politički faktori
- Kriminalizacije i / ili delegitizacija države
- Progresivno opadanje javnih usluga
- Opadanje vladavine prava i općih ljudskih prava
- Vojska i policija djeluje kao "država u državi '
- Intervencija drugih država

## Vanjske poveznice
- Foreign Policy: Failed States Index  Arhivirana inačica izvorne stranice od 7. lipnja 2007. (Wayback Machine)
- Fund for Peace: Failed States Index  Arhivirana inačica izvorne stranice od 28. listopada 2010. (Wayback Machine)
- hic.hr-jugoistočna-europa  Arhivirana inačica izvorne stranice od 28. listopada 2020. (Wayback Machine)